# Supercoppa croata 2016 (pallavolo femminile)
La Supercoppa croata 2016 si è svolta il 12 ottobre 2016: al torneo hanno partecipato due squadre di club croate e la vittoria finale è andata per la prima volta all'Odbojkaški Klub Marina Kaštela.

## Regolamento
Le squadre hanno disputato una gara unica.

## Squadre partecipanti
| Squadra        | Qualificazione                                      | Ultima partecipazione |
| -------------- | --------------------------------------------------- | --------------------- |
| Marina Kaštela | Finalista Coppa di Croazia 2015                     | Debutto               |
| HAOK Mladost   | Vincitrice 1.A Liga 2015-2016/Coppa di Croazia 2015 | Debutto               |

## Torneo
| 12 ottobre 2016 Sportska Dvorana Kaštela, Castelvecchio Durata: ? - Spettatori: ? | Marina Kaštela | 3 - 2 | HAOK Mladost | 14-25, 25-21, 25-23, 14-25, 15-11 |